# Slalom (ski)
Pour les articles homonymes, voir Slalom.

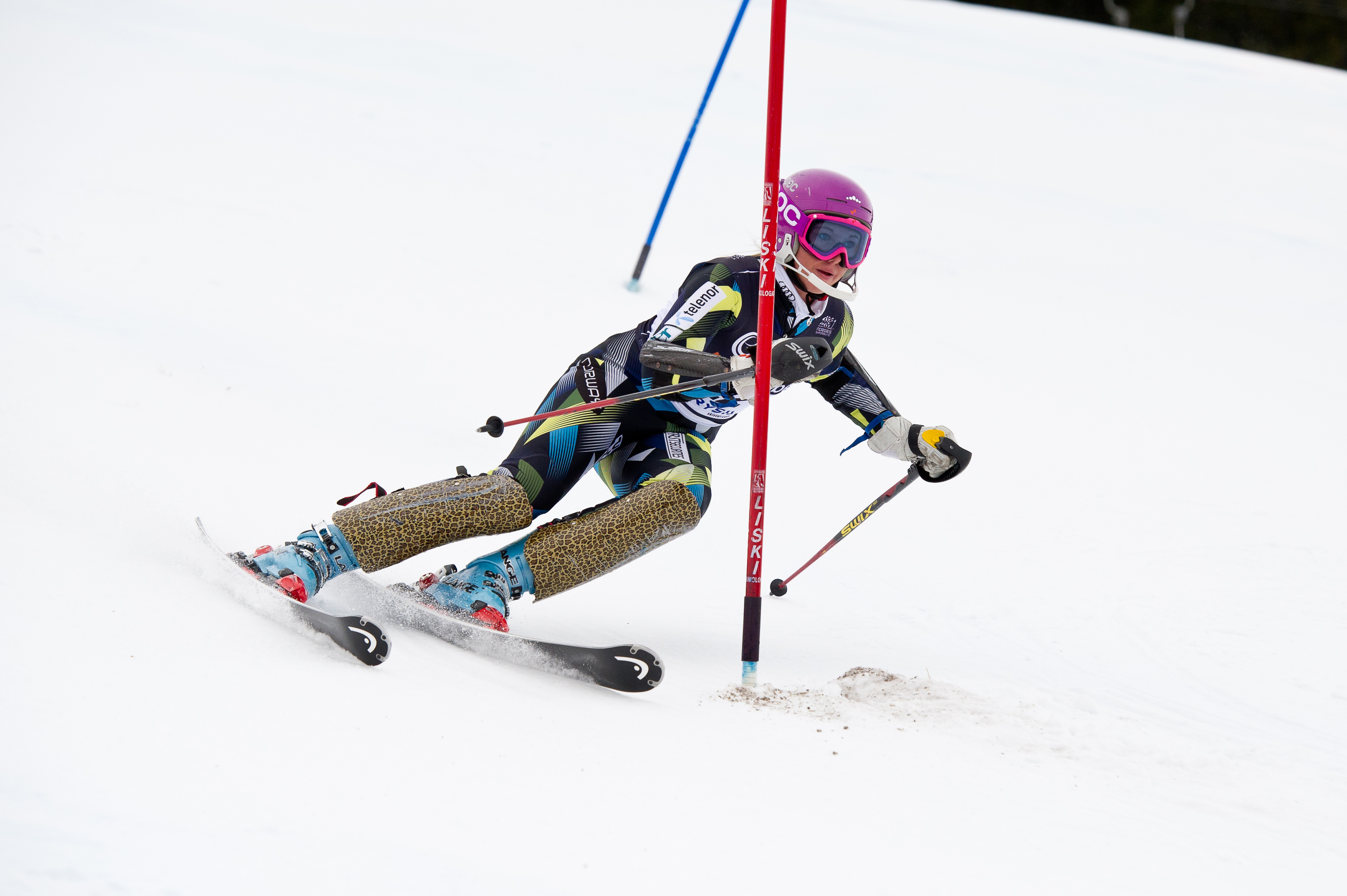
Un skieur pratiquant le slalom.

Le slalom est une discipline du ski alpin et de snowboard alpin consistant à skier entre des piquets. Ceux-ci sont plus rapprochés que ceux du slalom géant, du super-G et de la descente, ce qui nécessite un enchaînement de virages plus rapides et plus courts. Au plus haut niveau, ce sport est disputé aux Championnats du monde de ski alpin, en Coupe du monde et aux Jeux Olympiques d'hiver.

## Histoire

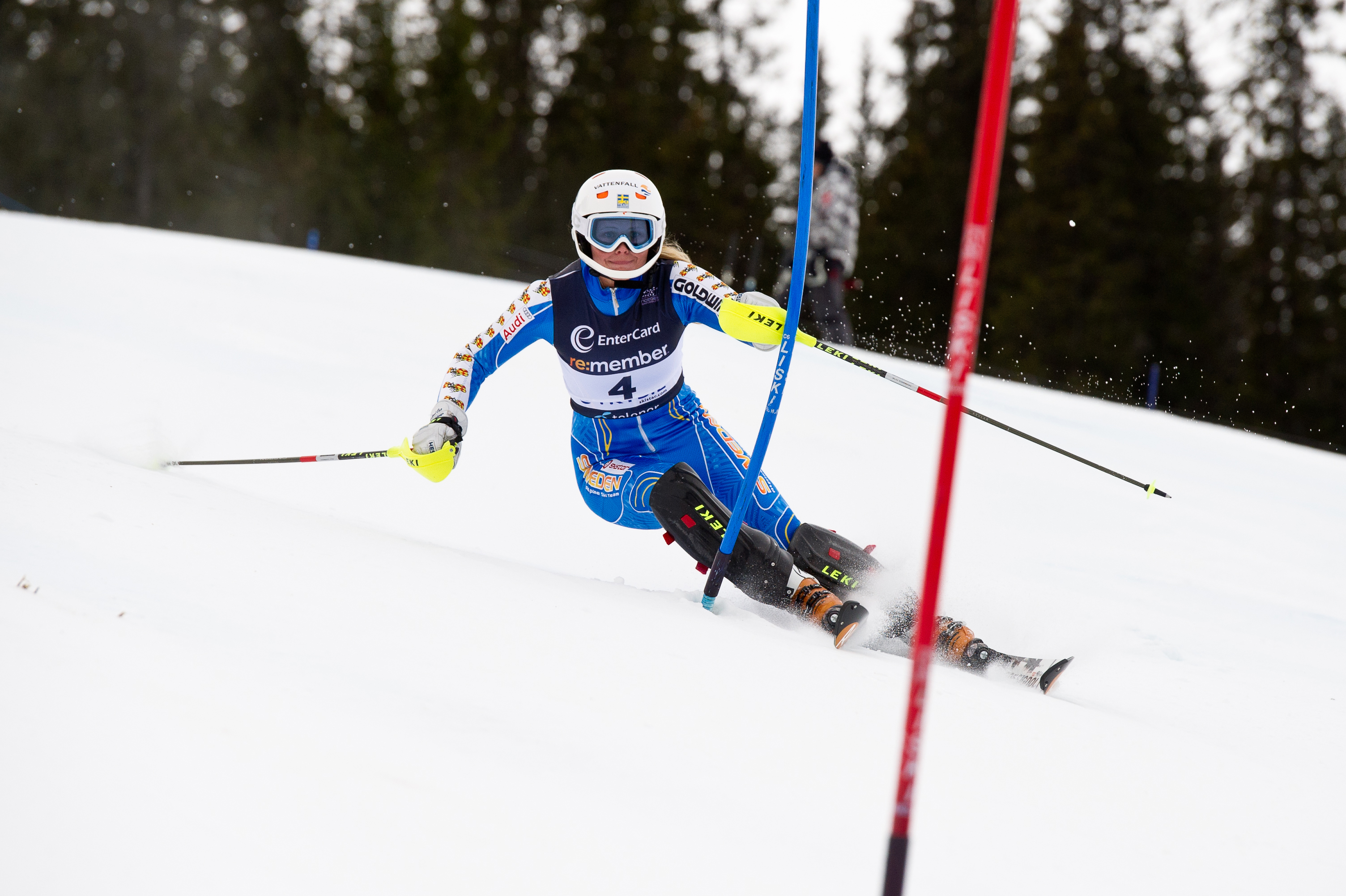
Nathalie Eklund en slalom à Trysil, Norvège, en 2011.

Le terme slalom vient du mot Morgedal / Seljord (un dialecte norvégien) "slalåm": "sla", qui signifie flanc de colline légèrement incliné, et "låm", qui signifie la trace après les skis.Slalåm est le nom de pistes dans le Comté de Télémark destinées aux garçons et aux filles qui ne pouvaient pas encore s'essayer sur les pistes plus difficiles. Ufsilåm est une piste avec un obstacle comme un saut, une clôture, un virage difficile, une gorge, une falaise, etc. Uvyrdslåm est un sentier avec plusieurs obstacles.
Une compétition de descente militaire norvégienne en 1767 comprend une course de descente parmi des arbres «sans tomber, ni casser les skis». Sondre Norheim et d'autres skieurs de Télémark pratiquent l'uvyrdslåm ou «descente irrespectueuse / imprudente» en réalisant de la descente sur un terrain difficile et non testé (c'est-à-dire hors piste).
La "course de ski" de 1866 à Oslo est une compétition combinée de ski de fond, de saut et de slalom. Dans le slalom, les participants sont autorisés à utiliser des bâtons pour le freinage et la direction, et des points leur sont attribués pour le style (posture appropriée du skieur). À la fin des années 1800, les skieurs norvégiens participent dans toutes les disciplines (saut, slalom et cross-country), souvent avec la même paire de skis. Le slalom et les variantes du slalom sont alors souvent appelés courses de collines. À partir de 1900, ces courses sont abandonnées aux championnats d'Oslo à Huseby et Holmenkollen. Le développement de Lilienfeld par Mathias Zdarsky contribue ensuite à faire de ces courses de colline une des spécialités de la région des Alpes.
Les règles du slalom moderne sont élaborées par Arnold Lunn en 1922 pour les championnats nationaux de ski britanniques et adoptées pour le ski alpin aux Jeux olympiques d'hiver de 1936. En vertu de ces règles, les portes sont marquées par des paires de drapeaux, disposées de sorte que les coureurs doivent utiliser une variété de longueurs de virage pour les négocier. Le score devient également l'unique métrique considérée[pas clair], le style étant abandonné,. Les inventeurs du ski moderne classent leurs pistes en fonction de leur difficulté.

## Caractéristiques

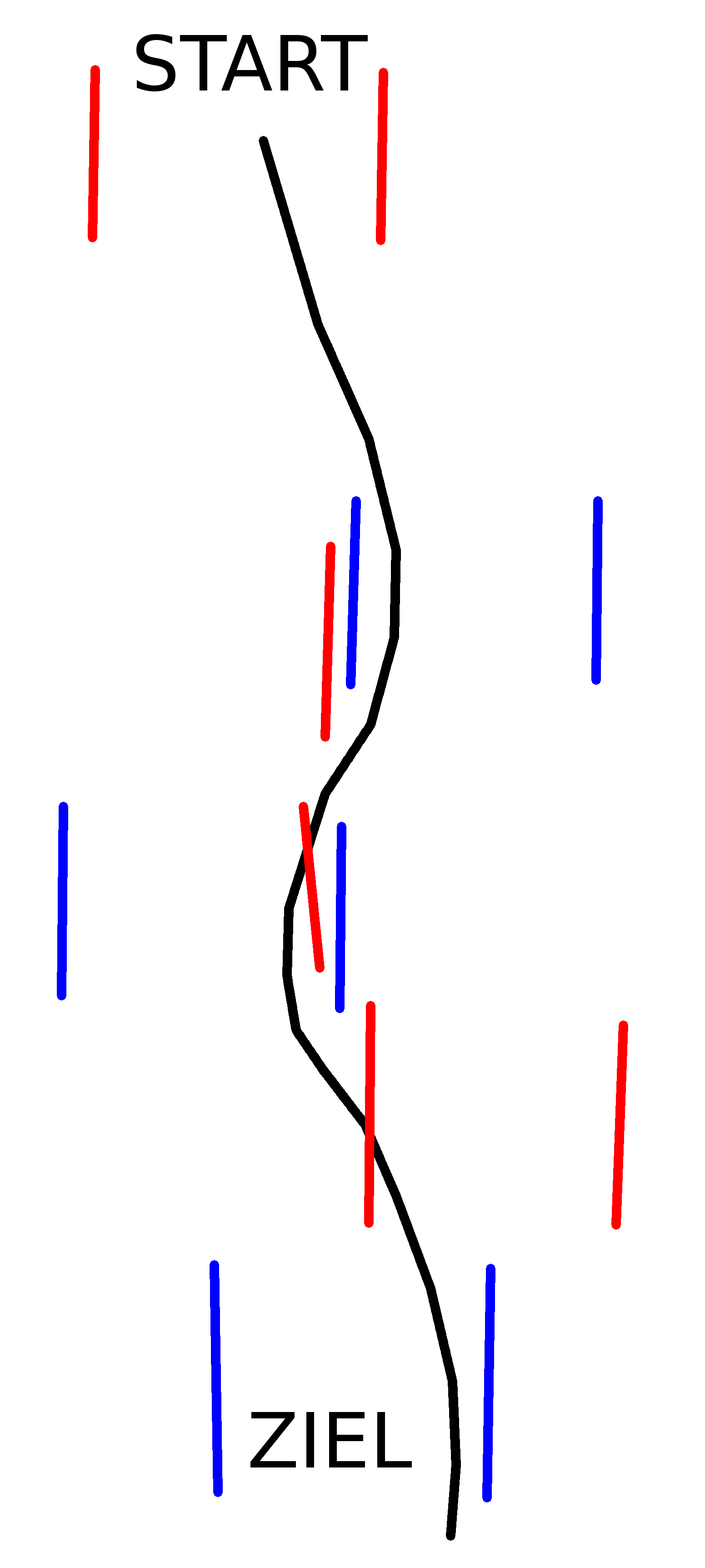
Exemple de parcours de slalom.

Un parcours est tracé en posant une série de portes, matérialisées par des paires de piquets rouges et bleus. Le skieur doit passer entre les deux piquets formant la porte, avec l'obligation d'avoir les spatules des skis et les pieds passant entre les piquets. Une course comporte de 55 à 75 portes pour les hommes et de 40 à 60 portes pour les femmes. Le dénivelé est de 180 à 220 mètres pour les hommes, légèrement moins pour les femmes. Selon la disposition des portes, la difficulté du tracé peut considérablement 
augmenter.
En slalom, les compétiteurs exécutent des virages très serrés avec pour conséquence de faire tomber les piquets qui sont articulés et reviennent dans leur position initiale. Les coureurs sont équipés de protections, notamment des protège-tibias, des protège-mains ou des casques.

## Technique
Traditionnellement, des piquets en bambou étaient utilisés pour les portes et dont la rigidité obligeait les skieurs à manœuvrer largement autour de chaque obstacle. Au début des années 1980, les piquets rigides sont remplacés par des piquets en plastique articulés à la base. Les règles FIS exigent que les skis et les chaussures du skieur passent autour de chaque porte.
Les nouvelles portes permettent un chemin plus direct sur un parcours de slalom. La technique moderne repose sur une posture avec les jambes qui contournent la porte avec le haut du corps incliné vers, voire à travers la porte avec le bâton et les protège-tibias qui heurtent la porte. Le blocage transversal[pas clair] se fait en poussant la porte vers le bas avec les bras, les mains ou les tibias. Dès 1989, les meilleurs skieurs du monde avaient adopté ces techniques.

## Équipement

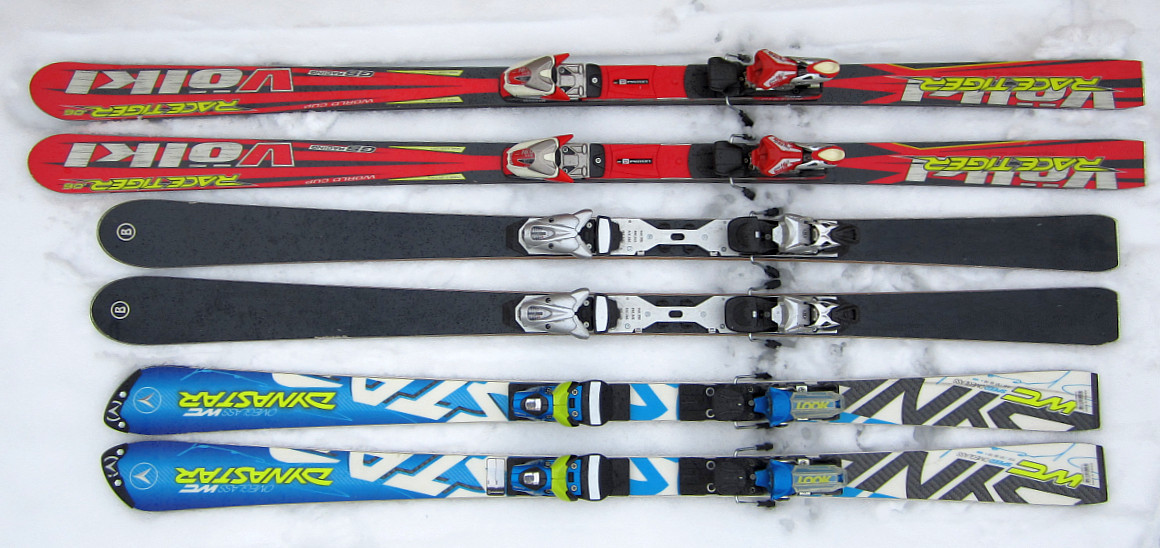
En bas: skis de slalom légaux FIS 2013, en haut: skis de slalom géant de 2006.

L'apparition des skis profilés au début du XXIe siècle a entraîné de profonds changements dans l'équipement du slalomeur de haut niveau. Dans les années 1990, les skieurs de la Coupe du monde skiaient généralement sur des skis de slalom d'une longueur de 203-207 cm. Aux Jeux olympiques d'hiver de 2002 à Salt Lake City, la majorité des concurrents avaient adopté les skis de 160 cm, voire moins. Soucieuse de la sécurité des athlètes, la FIS avait choisi de fixer des longueurs minimales de ski pour les compétitions internationales de slalom. La taille minimale a été fixée à 155 cm pour les hommes et 150 cm pour les femmes, puis a été portée à 165 cm pour les hommes et 155 cm pour les femmes pour la saison 2003–2004.
Les nouvelles exigences imposées par la Fédération internationale de ski (FIS) ont été critiquées par les skieurs, les partenaires et le public. L'objection principale était la régression qu'ont entraîné de telles décisions sur ce sport.

## Podiums de la Coupe du monde de slalom homme
Dans le tableau suivant, les podiums de la Coupe du monde de slalom homme depuis la première saison en 1967.
| Saison | 1er                                                    | 2nd                                         | 3ème                                   |
| ------ | ------------------------------------------------------ | ------------------------------------------- | -------------------------------------- |
| 1967   | Jean-Claude Killy                                      | Guy Perillat                                | Heinrich Messner                       |
| 1968   | Dumeng Giovanoli                                       | Jean-Claude Killy                           | Patrick Russel                         |
| 1969   | Alain Penz Alfred Matt Jean-Noel Augert Patrick Russel |                                             |                                        |
| 1970   | Alain Penz                                             | Jean-Noel Augert Patrick Russel             |                                        |
| 1971   | Jean-Noel Augert                                       | Gustav Thöni                                | Tyler Palmer                           |
| 1972   | Jean-Noel Augert                                       | Andrzej Bachleda                            | Roland Thöni                           |
| 1973   | Gustav Thöni                                           | Christian Neureuther                        | Jean-Noel Augert                       |
| 1974   | Gustav Thöni                                           | Christian Neureuther                        | Johann Kniewasser                      |
| 1975   | Ingemar Stenmark                                       | Gustav Thöni                                | Piero Gros                             |
| 1976   | Ingemar Stenmark                                       | Piero Gros                                  | Gustav Thöni Hans Hinterseer           |
| 1977   | Ingemar Stenmark                                       | Klaus Heidegger                             | Paul Frommelt                          |
| 1978   | Ingemar Stenmark                                       | Klaus Heidegger                             | Phil Mahre                             |
| 1979   | Ingemar Stenmark                                       | Phil Mahre                                  | Christian Neureuther                   |
| 1980   | Ingemar Stenmark                                       | Bojan Križaj                                | Christian Neureuther                   |
| 1981   | Ingemar Stenmark                                       | Phil Mahre                                  | Bojan Križaj Steve Mahre               |
| 1982   | Phil Mahre                                             | Ingemar Stenmark                            | Steve Mahre                            |
| 1983   | Ingemar Stenmark                                       | Stig Strand                                 | Andreas Wenzel                         |
| 1984   | Marc Girardelli                                        | Ingemar Stenmark                            | Franz Gruber                           |
| 1985   | Marc Girardelli                                        | Paul Frommelt                               | Ingemar Stenmark                       |
| 1986   | Rok Petrovič                                           | Bojan Križaj Ingemar Stenmark Paul Frommelt |                                        |
| 1987   | Bojan Križaj                                           | Ingemar Stenmark                            | Armin Bittner                          |
| 1988   | Alberto Tomba                                          | Günther Mader                               | Felix McGrath                          |
| 1989   | Armin Bittner                                          | Alberto Tomba                               | Marc Girardelli Ole-Christian Furuseth |
| 1990   | Armin Bittner                                          | Alberto Tomba Ole-Christian Furuseth        |                                        |
| 1991   | Marc Girardelli                                        | Ole-Christian Furuseth                      | Rudolf Nierlich                        |
| 1992   | Alberto Tomba                                          | Paul Accola                                 | Finn-Christian Jagge                   |
| 1993   | Thomas Fogdö                                           | Alberto Tomba                               | Thomas Stangassinger                   |
| 1994   | Alberto Tomba                                          | Thomas Stangassinger                        | Jure Kosir                             |
| 1995   | Alberto Tomba                                          | Michael Tritscher                           | Jure Kosir                             |
| 1996   | Sébastien Amiez                                        | Alberto Tomba                               | Thomas Sykora                          |
| 1997   | Thomas Sykora                                          | Thomas Stangassinger                        | Finn-Christian Jagge                   |
| 1998   | Thomas Sykora                                          | Thomas Stangassinger                        | Hans-Petter Buraas                     |
| 1999   | Thomas Stangassinger                                   | Jure Kosir                                  | Finn-Christian Jagge                   |
| 2000   | Kjetil-Andre Aamodt                                    | Ole-Christian Furuseth                      | Matjaz Vrhovnik                        |
| 2001   | Benjamin Raich                                         | Heinz Schilchegger                          | Mario Matt                             |
| 2002   | Ivica Kostelić                                         | Bode Miller                                 | Jean-Pierre Vidal                      |
| 2003   | Kalle Palander                                         | Ivica Kostelić                              | Rainer Schönfelder                     |
| 2004   | Rainer Schönfelder                                     | Kalle Palander                              | Benjamin Raich                         |
| 2005   | Benjamin Raich                                         | Rainer Schönfelder                          | Manfred Pranger                        |
| 2006   | Giorgio Rocca                                          | Kalle Palander                              | Benjamin Raich                         |
| 2007   | Benjamin Raich                                         | Mario Matt                                  | Jens Byggmark                          |
| 2008   | Manfred Mölgg                                          | Jean-Baptiste Grange                        | Reinfried Herbst                       |
| 2009   | Jean-Baptiste Grange                                   | Ivica Kostelić                              | Julien Lizeroux                        |
| 2010   | Reinfried Herbst                                       | Julien Lizeroux                             | Silvan Zurbriggen                      |
| 2011   | Ivica Kostelić                                         | Jean-Baptiste Grange                        | Andre Myhrer                           |
| 2012   | André Myhrer                                           | Ivica Kostelić                              | Marcel Hirscher                        |
| 2013   | Marcel Hirscher                                        | Felix Neureuther                            | Ivica Kostelić                         |
| 2014   | Marcel Hirscher                                        | Felix Neureuther                            | Henrik Kristoffersen                   |
| 2015   | Marcel Hirscher                                        | Felix Neureuther                            | Alexander Khoroshilov                  |
| 2016   | Henrik Kristoffersen                                   | Marcel Hirscher                             | Felix Neureuther                       |
| 2017   | Marcel Hirscher                                        | Henrik Kristoffersen                        | Manfred Mölgg                          |
| 2018   | Marcel Hirscher                                        | Henrik Kristoffersen                        | André Myhrer                           |
| 2019   | Marcel Hirscher                                        | Clément Noël                                | Daniel Yule                            |
| 2020   | Henrik Kristoffersen                                   | Clément Noël                                | Daniel Yule                            |
| 2021   | Marco Schwarz                                          | Clément Noël                                | Ramon Zenhäusern                       |
| 2022   | Henrik Kristoffersen                                   | Manuel Feller                               | Atle Lie McGrath                       |
| 2023   | Lucas Braathen                                         | Henrik Kristoffersen                        | Ramon Zenhäusern                       |
| 2024   | Manuel Feller                                          | Linus Straßer                               | Timon Haugan                           |
| 2025   |                                                        |                                             |                                        |